# My Sister Eileen (pel·lícula de 1942)
 My Sister Eileen és una pel·lícula dels Estats Units d'Alexander Hall estrenada el 1942.

## Argument[1]
Adaptació dels relats curts de Ruth McKinney: Des d'Ohio fins a Nova York, les noies troben un apartament en un soterrani, que sembla que sigui un lloc de reunió per a tots els personatges excèntric del Big Apple. Ruth intenta que li publiquin històries, però l'editor Bob Baker no li compra res fins que Ruth deixar de fer ficció i comença a escriure sobre les seves pròpies experiències.
Gran part d'aquelles experiències es basen en les malaventures de l'actriu Eileen, que té una traça estranya per atreure homes estranys, per no esmentar una pila sencera de problemes.

## Repartiment
- Rosalind Russell: Ruth Sherwood
- Brian Aherne: Robert Baker
- Janet Blair: Eileen Sherwood
- George Tobias: Appopolous
- Allyn Joslyn: Chic Clark
- Grant Mitchell: Walter Sherwood
- Gordon Jones: Wreck Loomis
- Elizabeth Patterson: Àvia Sherwood
- Richard Quine: Frank Lippincott
- June Havoc: Effie Shelton
- Donald MacBride: Oficial Lonigan
- Frank Sully: Jenson
- Clyde Fillmore: Ralph Craven
- Jeff Donnell: Helen Loomis

Actors que no surten als crèdits :
- Gino Corrado: El cap del restaurant italià
- Walter Sande: El policia Jackson

## Premis i nominacions

### Nominacions
- 1943: Oscar a la millor actriu per Rosalind Russell